# MAN SD 202
Der SD 202 ist ein Doppeldeckerbus mit MAN-Fahrwerkskomponenten, der von der Waggon Union für den Stadtverkehr im damaligen West-Berlin konstruiert wurde.

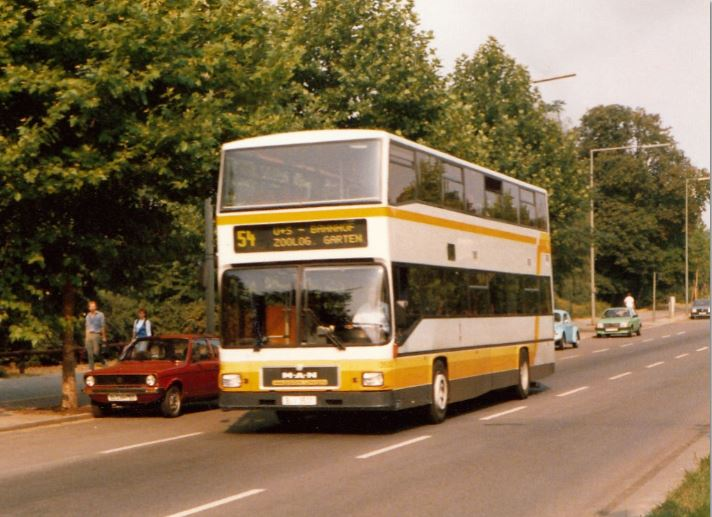
Prototyp BVG-Wagen 3500 / D 80

1982 wurde ein Prototyp als Nachfolger des MAN SD 200 für die Berliner Verkehrsbetriebe (BVG) der Öffentlichkeit vorgestellt. Zwei weitere Prototypen folgten 1983 und 1985. 1986 begann die Serienproduktion.
Der Doppeldecker wurde an die Standard-Linienbusse der zweiten Generation angelehnt. Die Fahrzeuge wurden von der Firma Waggon Union auf MAN-Fahrgestellen aufgebaut. An die BVG wurden 468 SD 202 geliefert. Einige weitere Fahrzeuge wurden für die Lübeck-Travemünder Verkehrsgesellschaft (LVG) hergestellt, diese Fahrzeuge erhielten eine längere Achsübersetzung, weil sie für die Stammstrecke Lübeck–Travemünde auch auf Schnellstraßen eingesetzt wurden. In Berlin wurden die SD 202 betriebsintern mit D und Baujahr, z. B. „D 86“, bezeichnet.
Ab 1988 wurden die SD 202 mit leicht verändertem Innenraum ausgeliefert: Im Unterdeck wurde der Stellplatz gegenüber der hinteren Tür unter Wegfall einer Sitzreihe vergrößert, außerdem entfiel die Haltestange im Bereich der Mitteltür. Dadurch konnten auch Rollstuhlfahrer mit einer Begleitperson diese Busse benutzen. Daher sind diese Wagen mit einem entsprechenden Piktogramm auf der Frontseite als „behindertenfreundlich“ gekennzeichnet worden.

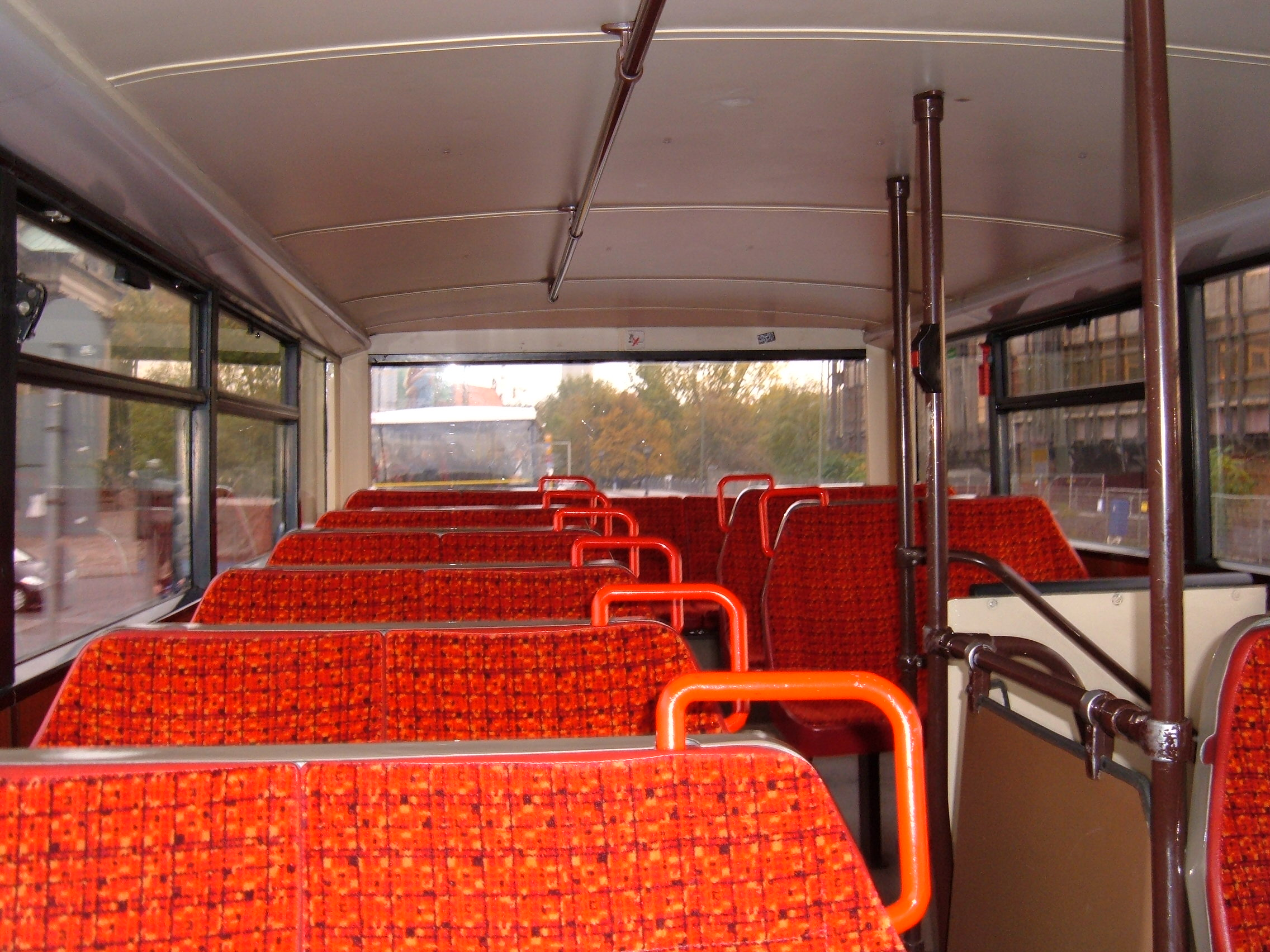
Innenansicht des Oberdecks im D 87 Wagen 3591 mit der originalen Reihen-Bestuhlung

1992 wurde die Produktion eingestellt, 1995 folgte der Niederflur-Doppeldecker MAN ND 202. Ab 2001 wurden die meisten der neueren, „behindertenfreundlichen“ SD-202-Busse, wie auch einige ältere SD 202 des Baujahres 1987, bei der BVG einer Aufarbeitung unterzogen. Dadurch sollte die Einsatzdauer dieser Busse verlängert werden, bis genügend Neubau-Doppeldecker des Typs MAN ND 313, aber auch Gelenkbusse zur Verfügung standen.
In den letzten Jahren erhielten bei zahlreichen Wagen die hinteren Sitzbänke im Oberdeck anstatt der Anordnung in Reihen eine andere Aufstellung, so dass eine Rundumbestuhlung entstand und die Rücklehnen zu den Wagenwänden gerichtet waren (sog. Konferenzbestuhlung). Der letzte BVG-Einsatz eines SD 202 fand am 28. Dezember 2009 statt. Zum 16. Januar 2010 waren mit den Wagen 3591 (D 87) und 3928 (D 92) noch zwei Fahrzeuge des Typs SD 202 bei der BVG angemeldet.

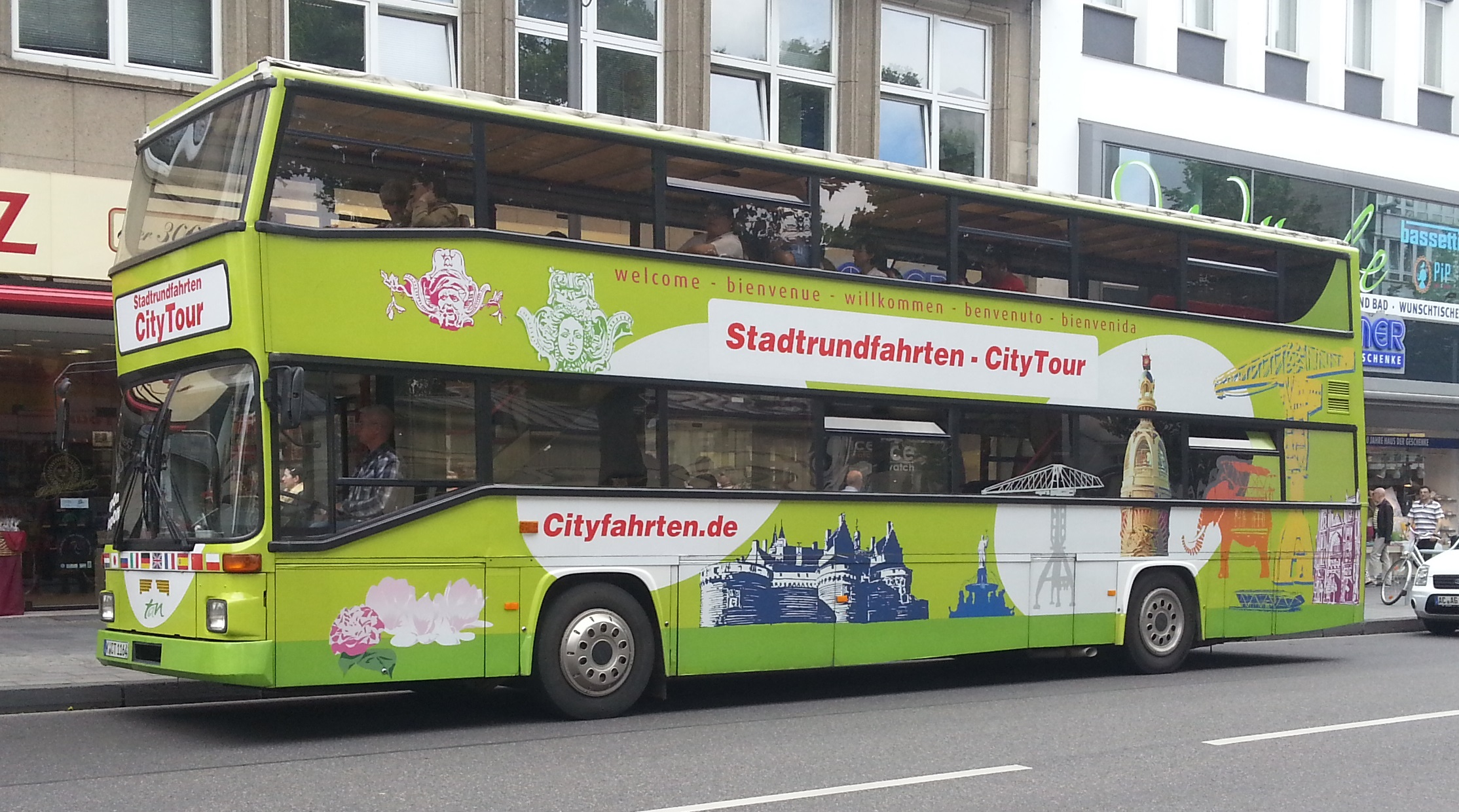
MAN SD 202 nach seinem Umbau zum Cabriobus auf Stadtrundfahrt in Aachen

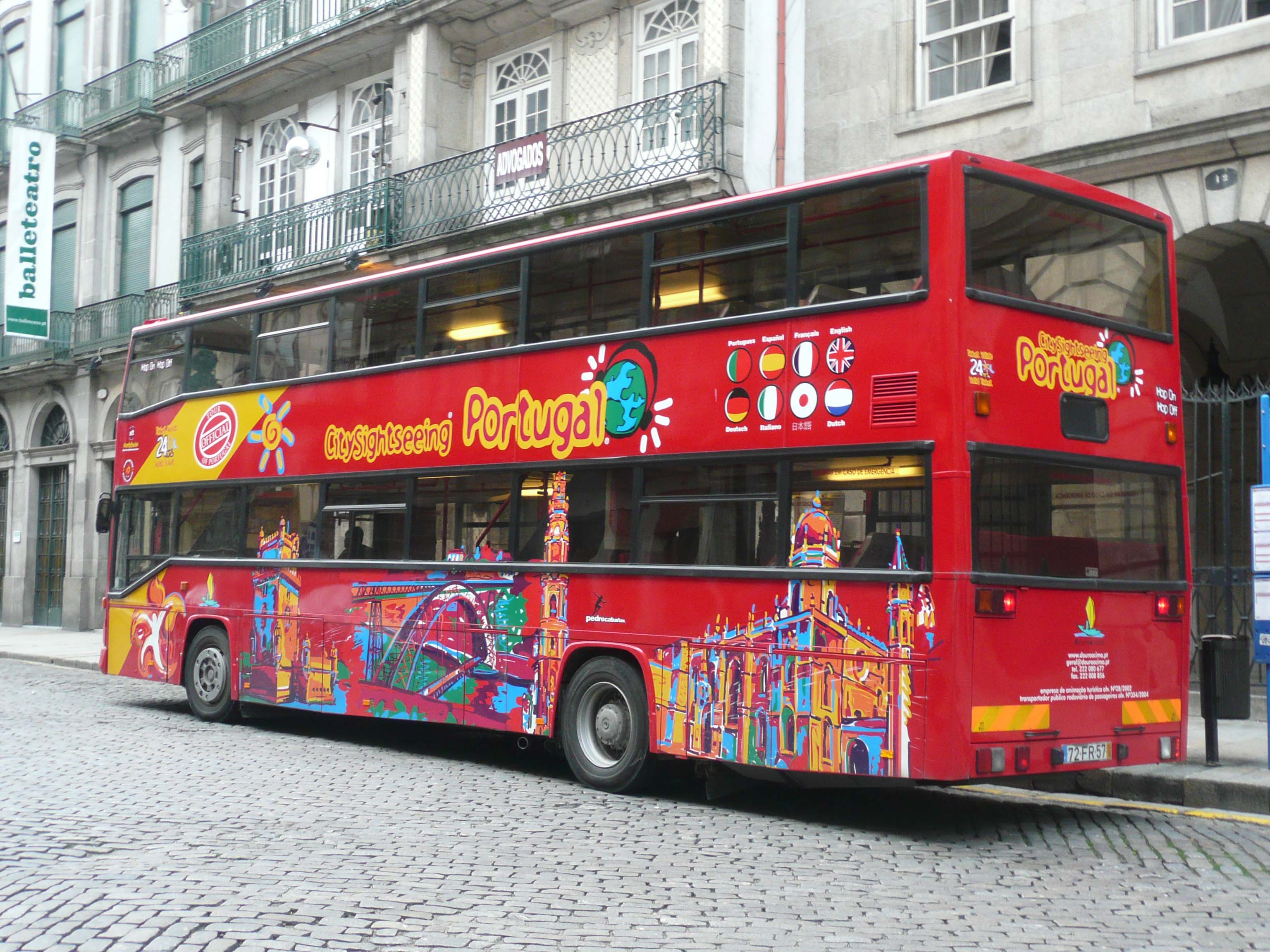
MAN SD 202 Stadtrundfahrtbus

Einige Fahrzeuge dieser Baureihe erreichten bereits im Liniendienst – wie einige ihrer Vorgänger – Einsatzzeiten von zwanzig Jahren und mehr. Viele SD 202 wurden – teilweise durch die BVG – zu Sightseeing-Bussen mit offenem bzw. zu öffnendem Dach umgebaut. Die Sightseeing-Busse findet man in Berlin und vielen anderen Städten im In- und Ausland, wo sie für Stadtrundfahrten u. ä. eingesetzt werden.
Der Wagen 3679, der 1988 in den Betrieb gestellt wurde, wurde im Rahmen eines Testprojekts von IAV, einem Berliner Engineering-Unternehmen, auf Elektroantrieb umgerüstet und am 13. Oktober 2022 zu Versuchszwecken auf der BVG-Linie 218 eingesetzt. Er war damit der erste in Berlin im Linienbetrieb eingesetzte Doppeldeckerbus mit Elektroantrieb.